# Seinäjoki Crocodiles
Les Seinäjoki Crocodiles sont un club finlandais de football américain basé à Seinäjoki. Le club fut fondé en 1987 et joue ses matchs à domicile au Phillips Stadium.

## Palmarès
- Champion de Finlande : 2001
- Vice-champion de Finlande : 2000, 2005, 2007, 2011, 2012, 2015, 2016, 2022